# Jedlinka (Slovaquie)
Pour les articles homonymes, voir Jedlinka.
Jedlinka est un village ruthène de Slovaquie située dans la région de Prešov.

## Histoire
Première mention écrite du village en 1567.

## Démographie

### Évolution de la population
| Année:               | 1994. | 2004.    | 2014.    | 2024.   |
| -------------------- | ----- | -------- | -------- | ------- |
| Nombre de personnes: | 107   | 80       | 89       | 85      |
| Différence:          |       | -25,23 % | +11,25 % | -4,49 % |

| Année:               | 2023. | 2024.   |
| -------------------- | ----- | ------- |
| Nombre de personnes: | 83    | 85      |
| Différence:          |       | +2,40 % |

## À voir
Présence dans le village d'une église en bois.